# Eppleton Hall
L'Eppleton Hall est un remorqueur à roues à aubes construit en Angleterre en 1914.  Il est le seul exemple intact de remorqueur à aubes construit par Tyne et l'un des deux seuls survivants de construction britannique (l'autre étant l'ancien navire des Tees Conservancy commissioners, le PS John H. Amos à Chatham au Royaume-Uni). Il est maintenant conservé comme navire musée dans le San Francisco Maritime National Historical Park à San Francisco, en Californie.

## Historique
Eppleton Hall a été construit en 1914 par Hepple and Company à South Shields, pour Lambton and Hetton Collieries Ltd, et nommé d'après la maison appartenant à la Hetton Coal Company. Ila été conçu pour remorquer des charbonniers de la mer au quai, principalement dans la rivière Wear et la rivière Tyne. Il a également été utilisé pour remorquer des navires nouvellement construits vers la mer du Nord.
En novembre 1945, un peu avant que les charbonnages eux-mêmes ne soient nationalisés et confiés au National Coal Board (en), l'entreprise de remorquage a été vendue à la Fenwick Tyne and Wear Ltd qui, après rénovation, l'a exploité à Sunderland sur la rivière Wear jusqu'en 1964. En 1952, le remorqueur a été légèrement modifié pour obtenir un certificat de transport de passagers, afin qu'il puisse transporter des fonctionnaires des navires nouvellement construits après avoir terminé leurs essais en mer.
En novembre 1964 en France, Fenwick Tyne & Wear a cédé ses derniers remorqueurs à aubes, le Houghton (construit en 1904) et Eppleton Hall. Ce dernier a été vendu à la Seaham Harbour Dock Company.
Vendu aux démolisseurs de navires Clayton et Davie Ltd pour la ferraille en 1967, il a été laissé sur une vasière à Dunston. Dans le cadre du processus de démolition, son pont arrière et son intérieur en bois ont été détruits par un incendie avant d'être démolis. Le remorqueur y est resté pendant deux ans, les cadres de pont se sont déformés, le bois a brûlé ou pourri, une partie de la coque a été inondée et les moteurs rouillés mais intacts.

## Préservation
Malgré le mauvais état du remorqueur, le National Maritime Museum de Londres aurait voulu récupérer l'épave. Après de longues négociations le remorqueur a été reconstruit près de Hebburn sur la rivière Tyne, en 1969. Le remorqueur a été modifié pour lui permettre de traverser l'océan Atlantique par ses propres moyens, nécessitant l'installation d'aides à la navigation modernes, d'une radio, d'une timonerie fermée et d'une conversion du charbon au gazole. Le 18 septembre 1969, le remorqueur a effectué la première étape du voyage vers San Francisco (via le canal de Panama) pour passer sous le pont du Golden Gate fin mars 1970, six mois et neuf jours après son départ d'Angleterre. Donné au National Park Service en 1979, il est maintenant amarré à Hyde Street Pier (en) à San Francisco. Il a été restauré pour ressembler à son état d'après-guerre 1946, lors de sa remise à neuf pour France Fenwick, Tyne and Wear Ltd.
Non éligible aux subventions réservées aux navires construits aux États-Unis, le navire est visible mais n'est pas ouvert au public pour la navigation. 
Il est maintenant l'une des expositions du parc historique national maritime de San Francisco et se trouve amarrée au Hyde Street Pier (en) à San Francisco.

## Galerie

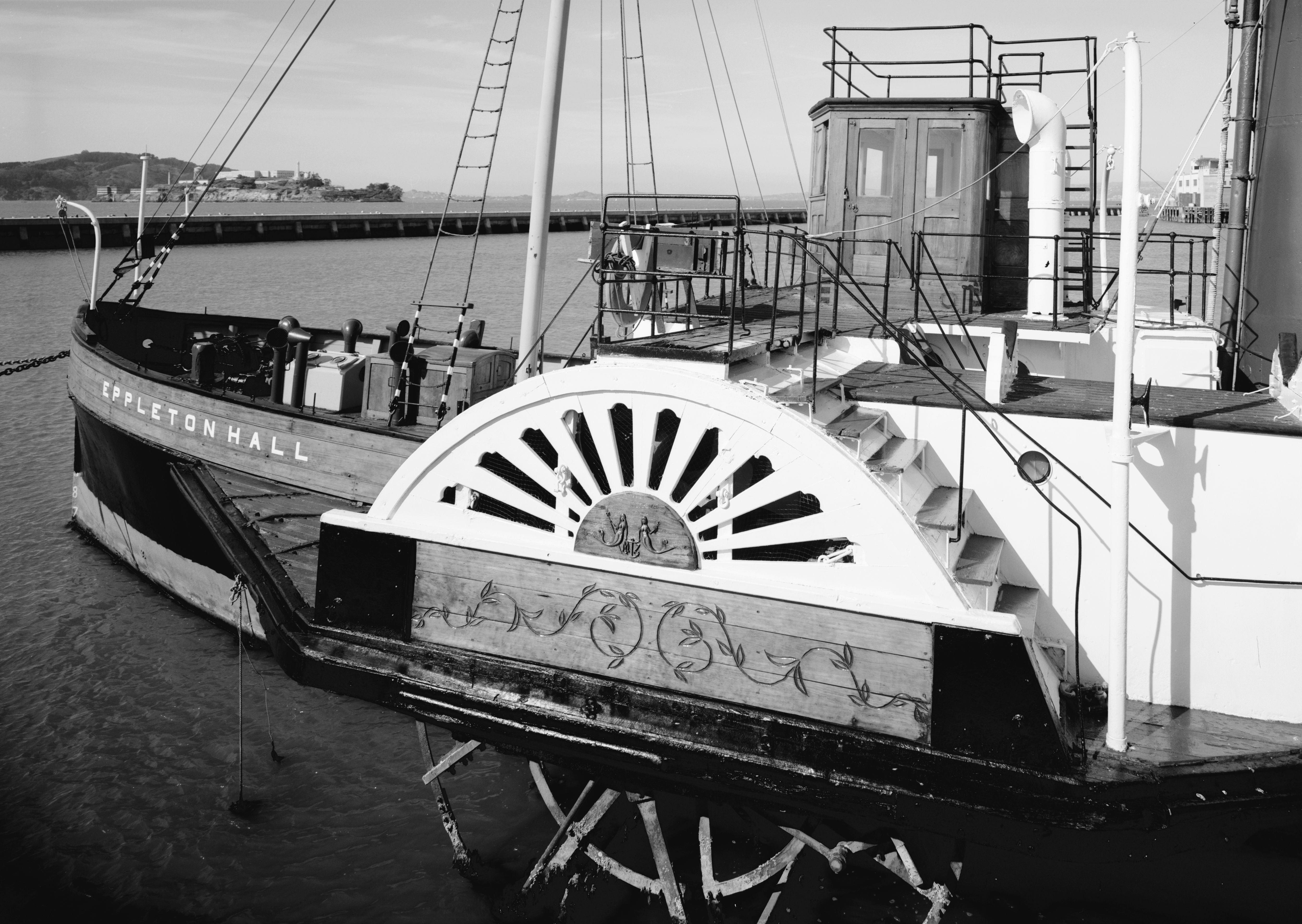
Eppleton Hall en 1988
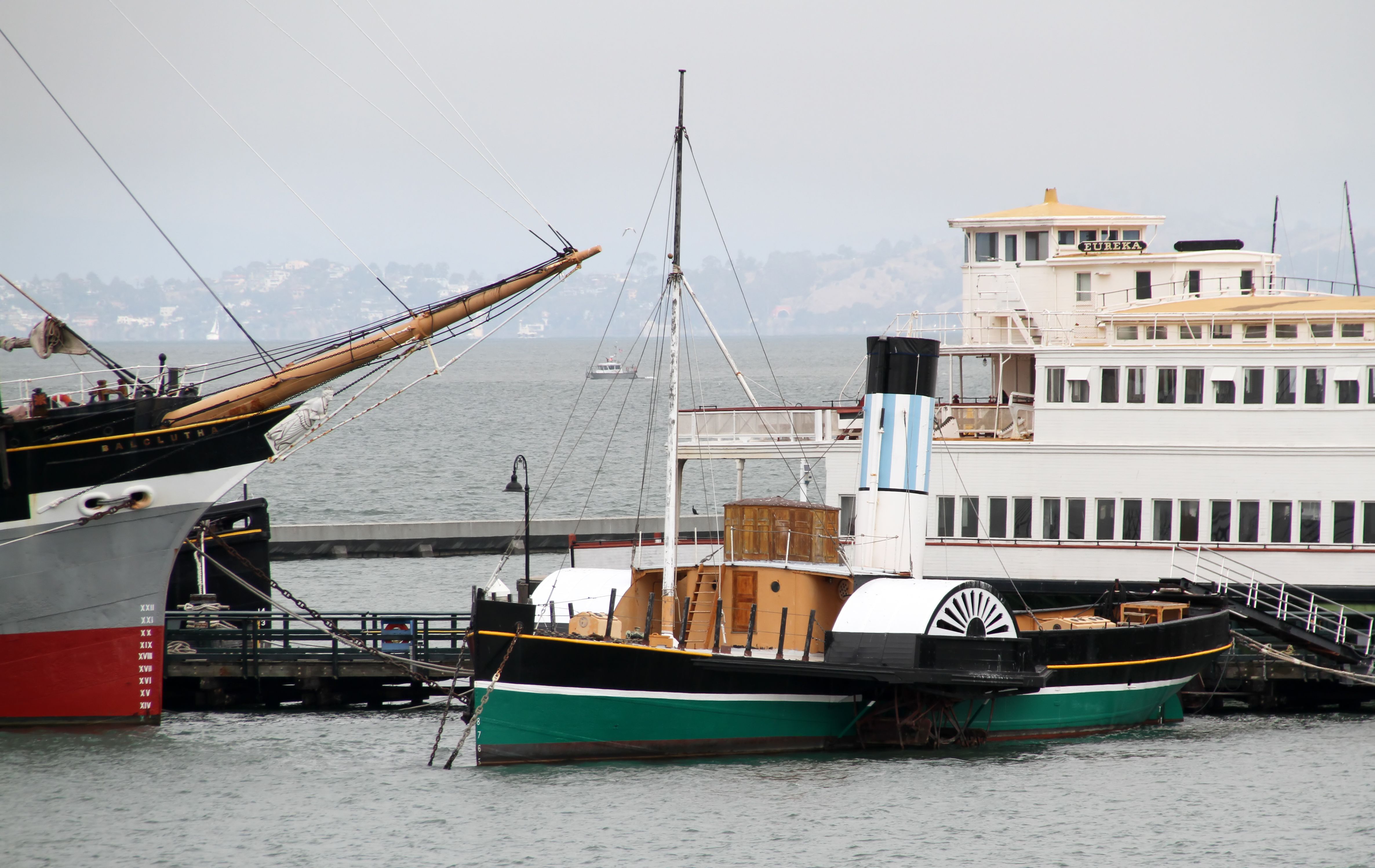
Eppleton Hall en 2014